# Charlie Eppes
Dr. Charles Edward "Charlie" Eppes (interpretado por David Krumholtz) es un personaje ficticio, protagonista de la serie de drama policíaco..
Charlie es un joven genio matemático, profesor de matemáticas aplicadas en el ficticio California Institute of Science (en español, Instituto de Ciencia de California, también denominado en la serie como CalSci), una universidad al sur de California, la cual está basada en el Instituto de Tecnología de California, donde el equipo fílmico consulta con matemáticos.
Charlie ayuda a su hermano Don Eppes, jefe de la unidad de delitos del FBI de Los Ángeles, a resolver numerosos casos desconcertantes, ocasionalmente ayudado por su mejor amigo y colega, el físico Larry Fleinhardt, y su antigua alumna y amor platónico Amita Ramanujan, quienes refinan aún más su enfoque y le ayudan a mantenerse concentrado. Charlie ha sido consultado por la NSA (Agencia de Seguridad Nacional, en su siglas en inglés) como criptoanalista, por cerca de cinco años, habiendo obtenido un ya inactivo TS/CSI de seguridad.

## Historia Previa
Según su padre, Charlie era capaz de multiplicar números de cuatro dígitos a la edad de 3 años, y a los 4 años necesitaba profesores especiales. En segundo grado, intentó encontrar un número narcisista en base 12 -situación que describió como "quijotesca" en la escuela primaria-. Siendo prodigio, asistió a la Universidad de Princeton a la edad de 13 años, habiéndose graduado de la secundaria al mismo tiempo que su hermano. Durante el primer año, tomó el curso de física cuántica con el profesor Lawrence Fleinhardt, el cual se volvería gran amigo suyo. Charlie publicó su primer tratado matemático a los 14 años (en el American Journal of Mathematics) y se graduó a los 16 años. De hecho, fue la persona más joven en escribir un documento de tanta importancia.
En el documento, el describía la convergencia de Eppes, que trataba sobre asíntotas de matrices hermitianas aleatorias, que hizo de él una estrella en su campo. A raíz de un seminario en el que se criticó fuertemente esta pieza seminal muchos años después de su publicación inicial, Charlie se dio cuenta de que su trabajo con el FBI le estaba impidiendo realizar investigaciones significativas frente a otros matemáticos y ahora espera pasar décadas en la teoría de emergencia cognitiva ("Las Matemáticas del Cerebro"), para corregir su falta de investigación, para el agradado de Larry.
Tras sus cinco años de estudios sobre matrices aleatorias, Charlie trabajó en secuencias con simetría ortogonal. Asimismo, ha proporcionado ideas para la posible solución a las clases de complejidad P y NP y publicado trabajos sobre control de sistemas no lineales de H-infinito y fluidos dinámicos computacionales, mientras que su actual investigación es en teoría de emergencia cognitiva. Charles es ganador del premio Milton. Ha presentado seminarios sobre análisis armónico y los ceros de polinomios ortogonales aleatorios. Ha proporcionado lecturas sobre teoría de grupos y álgebra de Kac-Moody. Ha dictado cursos de cálculo, teoría del caos, fluidos dinámicos, teoría de juegos y probabilidad en el CalSci además de dar conferencias sobre probabilidad aplicada. Hubo una conferencia en la que convirtió el aula en un pequeño casino para el análisis de probabilidades, considerada "Clásico de Eppes". Por otra parte, Charlie se ha hecho cargo de la clase de física computacional de Larry cuando se le pidió hacerlo, y ha dado una conferencia conjunta sobre el movimiento circular y el efecto Coriolis con Larry.

## Personalidad
Charlie es cauteloso con la gente y se embelesa con los objetos. Su padre ha dicho que Charlie se fascina con facilidad, posee un gran corazón y es profundo, pero que pierde por completo ciertas cosas. Mientras tanto, Larry observó que él es "un talentoso teórico con un problema de ego", y una vez un estudiante, concordando con Larry, lo describió como de rápido hablar y desorganizado. Fleinhardt ha notado también con precisión que su colega tiene un alto nivel de culpabilidad y es un pragmático. Charlie es un aficionado a proporcionar explicaciones excesivas (por ejemplo, el debate de la navaja de Occam) y la reducción intuitiva de fenómenos complejos de situaciones prácticas a través de analogías que son bastante diferentes de las metáforas metafísicas, cósmicas y musicales de Larry. Estas analogías son conocidas como "visiones de Charlie" o, como su amigo Megan Reaves llama, "las analogías poco hermosas". Si bien contemplando, su anticipaciones Manierismas (difíciles) pueden incluso desconcertar a pensadores más convencionales. Usando su auricular, el doctor Eppes tiene una intensa capacidad para centrarse como él escribe vorazmente ecuaciones, a menudo cubren varias pizarras con un staccato clacking y la ayuda de una tiza roja titular. Sin embargo, si su línea de pensamiento se interrumpe durante un tenso momento, como uno de previsión restringida, puede llegar a quedar muy descontento. Además, cuando está profundamente concentrando en un problema particular, Charlie no parece estar en condiciones de proporcionar información a otros temas porque son necesarios o simplemente quería - él tiene que escribir lo que está en su cabeza-. Al igual que su hermano Don, es terco y obsesivo ( "exuberancia una parte, dos partes obsesión"), especialmente cuando se trata de trabajo, pero es bastante ingenuo cuando se trata de la conducta humana. Esto último a menudo interfiere con su trabajo y el FBI, por lo tanto, en ocasiones es causa de mucho peligro para él.
Él es extremadamente talentoso para el ajedrez, ya que tanto su padre como su hermano necesitan una distracción para derrotarlo. Charlie también tiene una vasta comprensión de la física teórica, y a menudo ayuda a Larry con la teoría de supergravedad múlti-dimensional y documentos sobre ondas de gravedad, y biología, que se extiende al conocimiento de protozoos ciliados y la propagación de enfermedades infecciosas. Aunque genial en algunas zonas, carece de habilidades en otras. Al parecer, tiene mala ortografía (por ejemplo, escribe incorrectamente "anomaly" y "concieted") y no sabe el significado de "defenestración" (para Larry, se debería tener la idealización de ser un hombre renacentista, e incluso en matemáticas y física deben que tener un curso de Inglés). Por esta razón, a su padre le gusta jugar Scrabble con él.

## Evolución en la serie
En el episodio "Principio de Incertidumbre" es importante la historia de las relaciones familiares, sobre todo las dificultades de Charlie para hacer frente a la muerte por cáncer de su madre. Si bien es claro cómo reaccionó Don, Charlie pasó los últimos tres meses de la vida de la madre aislado en el garaje, trabajando incesantemente en uno de los problemas del milenio, específicamente en el de las clases de complejidad P y NP; este es un punto principal de discordia entre los hermanos. También, Charlie no cree que Don entienda lo que sucedió durante sus años de escuela, especialmente la forma en que fue tratado como el "cerebrito hermano pequeño de Don" por sus compañeros en la escuela secundaria, y cómo él le dejó con frecuencia a sus propios recursos como a un niño, aunque no era tan inepto como Don había pensado. Sin embargo, la relación de Charlie con Don sigue siendo difícil, igual que Don ha empezado a temer cada vez más por la seguridad de su hermano en el trabajo y Charlie todavía espera de su hermano mayor una mayor aceptación. Charlie y su padre comienzan a preocuparse por las relaciones de Don, y temen que Robin Brooks le tienda trampas. Irónicamente, Charlie tiene problemas similares con las mujeres. Después de un par de docenas de casos de asesinato, Charlie se siente un poco atrapado y cansado al igual que su hermano. El agente del FBI David Sinclair, del equipo de Don, incluso ha comentado que él nunca ha visto a dos hermanos tan similares y sin embargo tan diferentes. En "La lista de Janus", los hermanos parecen tener en lo demás tendencias un poco parecidas.
En "Principal Sospechoso", Charlie compra la bella casa familiar de estilo craftsman de su padre, que sigue viviendo con él. Ahora con 30 años, Charlie quiere ser responsable y cuidar de su padre, pero todavía cree que gran parte de las presiones que afectan a su papá se han puesto sobre sus hombros porque Don no parece tener tiempo suficiente. Consciente de esto, Alan había fijado su mira en salir a realizar las cosas por su cuenta, con Charlie aparentemente apoyándolo, pero desde entonces ha optado por permanecer ya que favorece la compañía de su hijo. Recientemente, Charlie fue molestado por su padre, que trataba de imponer su voluntad sobre el mantenimiento de la casa, como él es un profesor titular en una de las más prestigiosas instituciones del país que trabajan en "alterar la vida de" matemáticas, es decir, en la solución de los crímenes. Alan sólo quería ser responsable y no acabar como Larry, al cual sin embargo respeta. Incluso ha pensado en esta posibilidad y decidió hacer algo más en todo el hogar. Después de que Charlie comparara su propia situación con la de Einstein, su padre reflexiona sobre el físico y su hijo entiende la difícil situación. Charlie también se siente culpable por la cantidad de tiempo que sus padres, en especial su madre, que siempre comprendió su forma de pensar, pasó con él como un niño, quien incluso pregunta a su madre (JoBeth Williams) en un sueño si ella lamenta el tiempo fuera de Don, Alan y debido a la especial atención que necesitaba para crecer.
La investigación de Charlie a menudo interfiere con sus relaciones: como con Amita en su primera vez, ya que todo lo que puede hablar es de matemáticas; Fleinhardt dice que es un interés común y no deben luchar para evitar el tema. Charlie y Amita tuvieron varias oportunidades. Charlie también ha pasado algún tiempo con su exnovia, Susan Berry (Sonya Walger), una atractiva neurocientifica de Londres. Él vivió con Susan durante dos años, y Larry describió esto como su muy propia fase de Berry. Sin embargo, más tarde reveló que ella estaba con otra persona y tuvo que regresar a Inglaterra. Charlie trató de iniciar una relación con Amita una vez más, aunque la oferta de trabajo de esta en la Universidad Harvard ha colado esta posibilidad y le ha hecho angustiarse durante algún tiempo. Finalmente, ella decidió tomar la oferta alternativa a CalSci con la esperanza de comenzar una relación romántica con él, aunque su temor de posible fracaso le causa a él a la pregunta de si quería esta segunda oportunidad; Don le advirtió acerca de esa actitud. Amita notó su ambivalencia y no estaba segura si quería ir hacia atrás de la relación, pero luego lo empujó hacia adelante. Las presiones de sus colegas sobre la improcedencia de la relación les pesan, pero al final de la tercera temporada su relación romántica se ha estabilizado y han crecido considerablemente su cercanía. Inicialmente, se pregunta si se basa en él hecho de ser judía, pero ella no es india de origen. Alan explicó que el señor Ramanujan que le gustaría  reunirse con él. Charlie y Amita declararon que se aman el uno al otro, e incluso han decidido avanzar en la relación, sin embargo, el acuerdo de condiciones reales de su vida no han podido.
Cuando nombraron a la Dra. Mildred "Millie" Finch catedrática de CalSci, de los departamentos de física, matemáticas y astronomía, hizo a Charlie jefe del comité de admisiones del doctorado contra los deseos de este, dejando sobre él más trabajo. Además le advirtió que el superordenador debía ser menos utilizado para su trabajo del FBI. Esto llevó a Charlie a enfrentarse con Millie pero se calmó cuando ella le dijo que era "el Sean Connery de las matemáticas", perfecto para atraer a mentes brillantes. En el episodio "Los atracos", Charlie y Millie atienden una recepción de empate negro, para recaudar fondos para CalSci, todo va bien hasta que Charlie se tiene que ir. Poco después, Charlie fue llamado por Millie para reunirse con Macmillan Farmacéutica, que según Amita tiene una reputación de explotar a los países del tercer mundo. La Dra. Ramanujan sirvió como su conciencia en este asunto, y se fue a ver doctor Finch al respecto. Con el "ingenio de Pitágoras", deslumbró Macmillan y accedió a ser consultor para los ensayos de la farmacéutica, sólo bajo la condición de que CalSci realizara los ensayos, administrara el medicamento y todos los análisis computacionales que llevan a cabo por Charlie y su equipo. También la Dra. Finch consiguió que el 5 % de los ingresos brutos se destinara a un tercer mundo con sida, organizaciones elegidas por los profesores Eppes y Ramanujan. Como parte de sus obligaciones, El Dr. Eppes recluto, a un fanático del béisbol de fantasía y la saber métrica Oswald Kittner, una joven promesa para asistir a CalSci.
Cuando Larry anuncia su permiso para embarcar en el Estación Espacial Internacional, Charlie se sorprende y se molesta. Él está no está de acuerdo con esta ambición de Larry y piensa, ya que, le conoce bien que su mentor no va a ser capaz de enbarcase en esta aventura. Cuando le dice a sus preocupaciones, Larry se enoja. Amita dice a Larry, "Charlie nunca ha soñado con algo a lo que no pudiera llegar, así que él no tiene idea de lo que es querer algo que tal vez no se pueda lograr. ¿cómo puede entender lo que estas dispuesto a perder, ante esta oportunidad? Larry entiende y decide hacer caso omiso de las protestas de Charlie. Charlie le dice a Amita que no sabe qué haría sin él. En "El char de la muerte", dice que se alegraba de que el sueño de Larry podría hacerse realidad, pero se siente en conflicto interno que es aliviado cuando descubre que Larry podría haber sido eliminado de la misión cuando la NASA se enteró de su indulgencias excéntrica como dormir en el campus túneles de vapor. Sin embargo, Charlie está de acuerdo con Megan en su deseo de ayudar a Larry, así que llama al Dr. York y defiende a Larry, como consecuencia la NASA lo vuelve a meter de nuevo en la misión. Más tarde, Larry le da las gracias a Eppes, y este le dice que él de ayudó a alcanzar al firmamento a académico y que ya es hora que él haga lo mismo. Anteriormente, le había devuelto su camiseta de la suerte.
En "El arte del buen cálculo", Charlie está muy contento de ver volver a su amigo Larry, pero a su vez está contrariado por la falta de entusiasmo, que muestra Larry al haber vuelto a la tierra. Su preocupación es evidente, ya que, Larry se va a alojar un tiempo en un monasterio, y le dice que él solamente quiere volver a ver a su amigo. Desde entonces, en "La confianza métrica", Charlie se alegra de haberse centrado en la enseñanza, mientras que Don no le incluyó el trabajo con el FBI, aunque, en ocasiones anteriores, expresó el deseo de participar. Cuando Colby Granger consigue escapar de la prisión en el autobús, se une activamente en su búsqueda, lo que le da la posibilidad de ayudar a su hermano Don una vez más.
La Dra. Finch tiene mucho interés en que Charlie publique, y decide desenpolvar su trabajo de undécimo grado, que comenzó con nueve años: ”Las matemáticas de la Amistad". Una editorial decide convertir su obra en un libro clásico para la gente que no entiende de matemáticas, pero optando por un título más llamativo, "La amistad, tan fácil como Pi". Charlie cree que este libro permitirá que sus ideas lleguen a un público mucho más amplio. El libro publicado aparece con el título "La ecuación de Atracción". Su padre con ayuda de Larry y Amita compran copias para que Charlie las firme y las vende en eBay. Al parecer tiene algunos fanes y consigue una entrevista de televisión.
En "jaque mate", Charlie durante el entrenamiento en armas y tácticas en la escuela del FBI de Los Ángeles,  demuestra que tiene una alta habilidad de tiro, impresionando a muchos de sus compañeros de entrenamiento del FBI, así como a su instructor. Se le da un certificado de puntería por el FBI.
En el último capítulo de la cuarta temporada, Charlie ayuda a un colega inocente acusado de terrorismo mediante el envío de la investigación genética para los científicos en las universidades pakistaníes, con pleno conocimiento de las consecuencias. Como resultado, Charlie es detenido, pierde su acreditación de seguridad y, finalmente, pierde su capacidad de ayudar a Don en los casos del FBI. Una vez más, Charlie mantiene fuertes sus ideales.
Un tiempo más tarde el gobierno retira los cargos contra el Dr. Eppes. Durante un tiempo, el equipo de Don Eppes se las tiene que apañar con el Dr. Fleinhardt y la experiencia de Amita, pero la ausencia de Charlie es tan importante que le consultaran a escondidas. Por otra parte Charlie es convencido por Robin Brooks y su padre para tratar de conseguir su acreditación. Incluso Don apoya la idea y se enfrenta al investigador Carl McGowan, afirmando que si quiere ir tras él, lo acepta pero que no vaya a por su hermano. Temporalmente, Charlie trabaja como consultor de Policía de Los Ángeles. Más tarde obtiene de nuevo su acreditación y vuelve a trabajar con su hermano y el FBI de nuevo. En un caso, a Charlie no le queda más remedio que trabajar con su rival el Dr. Marshall Penfield, lo que trae como consecuencia la resolución de sus diferencias. Además, Larry, Amita, Alan y él deciden crear un equipo de pensamiento. Charlie es tentado con una oferta de trabajo para DARPA. La jefa de DARPA Jane Karellen, sabe que tiene un tiempo limitado para utilizar su talento, pero él la rechaza.
A finales de la quinta temporada, Charlie se muda a un nuevo despacho. Durante su traslado empieza a surgir la inspiración para su teoría cognitiva emergencia, con la cual demoró un trabajo para Don sobre allanamientos a casas. Cuando entrega dicho trabajo al FBI, Don y su equipo se ponen manos a la obra. En una intervención Don es apuñalado al intentar detener a los invasores. Charlie se culpa por el apuñalamiento y decide centrarse en su labor de consulta, cosa que preocupa a todos y en especial a Don. Durante este tiempo, Charlie se encuentra una serie de cartas de los anteriores ocupantes de su despacho, en las cuales cada matemático escribe acerca de los logros que se proponen alcanzar, pasando la antorcha a la siguiente línea para hacer lo mismo. Al principio Charlie es vacilante, hasta Amita muy decidida le anima a escribir su carta correspondiente. Al final de la temporada,  salen del trabajo para ir a cenar, cuando en el aparcamiento, Charlie es atacado, y Amita secuestrada. El matemático a estar emocionalmente perturbado, no puede pensar con claridad en las matemáticas necesarias para encontrar Amita. Con la ayuda de Don, Alan, y David, Charlie sale del trance, consiguiendo localizar Amita. Cuando Amita es rescatada, se da cuenta de que no quería perder Amita, y le propone matrimonio.